# Горчаковский, Павел Леонидович
Па́вел Леони́дович Горчако́вский (3 января 1920, Красноярск, Енисейская губерния — 4 июня 2008, Екатеринбург) — советский и российский геоботаник, ботаникогеограф, эколог. Доктор биологических наук, профессор кафедры ботаники УрГУ, главный научный сотрудник Института экологии растений и животных Уральского отделения РАН. Академик РАН (с 1994, член-корреспондент с 1990). Заслуженный деятель науки РСФСР (1981).
Почётный член Русского ботанического общества, ботанических обществ Чехии и Словакии, Международного союза фитоценологов (Германия), ассоциации франкоязычных фитоценологов (Франция).

## Биография
В 1940 окончил Сибирский лесотехнический институт.
В 1945—1958 — заведующий кафедрой Уральского лесотехнического института. Кандидат биологических наук (1945), кандидатскую диссертацию на тему «Фитоценотический строй и флористические особенности пихтовых лесов Восточного Саяна» защитил в Иркутском университете. Доктор биологических наук (1953), докторская диссертация на тему «Растительность верхних поясов гор Урала».. В 1954 году присвоено ученое звание профессора.
В 1950 году основал Свердловское отделение Всесоюзного ботанического общества (ныне — Русское ботаническое общество), став его первым председателем, которым он являлся до 2007 г.
В 1956—1992 — профессор кафедры ботаники Уральского государственного университета.
В 1958—1988 — заведующий лабораторией ботаники Института экологии растений и животных Уральского филиала АН СССР, Уральского научного центра АН СССР, Уральского отделения РАН; с 1989 — главный научный сотрудник.
Автор более 400 публикаций, в том числе 12 монографий по вопросам геоботаники, экологии растений, исторической фитогеографии растительного мира Урала и его охраны.
Похоронен в Екатеринбурге на Широкореченском кладбище.

## Научная деятельность
Автор более 400 публикаций, в том числе 12 монографий по вопросам геоботаники, экологии растений, исторической фитогеографии, растительного мира Урала и его охраны.
Создал школу ботаников-фитоэкологов, среди его учеников 14 докторов и более 50 кандидатов наук.

## Награды и премии
- Орден Почёта (1999) — за большой вклад в развитие отечественной науки, подготовку высококвалифицированных кадров и в связи с 275-летием Российской академии наук[3]
- Заслуженный деятель науки РСФСР (1981)
- Премия имени В. Н. Сукачёва (2001) — за серию работ по проблемам экологии растений и геоботаники

## Память
В честь П. Л. Горчаковского названа одна из вершин Приполярного Урала и три вида растений (Астрагал Горчаковского, манжетка Горчаковского, ястребинка Горчаковского).

## Основные научные работы
- Растения европейских широколиственных лесов на восточном пределе их ареала, 1968.
- Основные проблемы исторической фитогеографии Урала. — Свердловск, 1969.
- Широколиственные леса и их место в растительном покрове Южного Урала, 1972.
- Растительный мир высокогорного Урала. — М., 1975.
- Редкие и исчезающие растения Урала и Приуралья, (1982), совместно с Е. А. Шуровой.
- Фитоиндикация условий среды и природных процессов в высокогорьях. — М., 1985 (Соавт. Шиятов С. Г.).
- Лесные оазисы Казахского мелкосопочника / АН СССР УНЦ. Ин-т экологии растений и животных. — М.: Наука, 1987. — 160 с.
- Антропогенная трансформация и восстановление продуктивности луговых фитоценозов. — Екатеринбург, 1999. — 156 с.
- Karte der natürlichen Vegetation Europas = Map of the Natural Vegetation of Europe. Mabstab/Scale 1:2500000. Legende/Legend. — Bonn-Bad Godesberg, 2000. — 153 p.+XVI. — In collab.: P. Gorčakovskij et al.
- Ural // Gebirge der Erde: Landschapt, Klima, Pflanzenwelt / Gesamtred. C. A. Burga. — Stuttgart: Ulmer, 2004. — S. 135—143.
- Фиторазнообразие Ильменского заповедника в системе охраны и мониторинга. — Екатеринбург: Гощицкий, 2005. — 192 c. — Соавт.: Золотарева Н. В., Коротеева Е. В., Подгаевская Е. Н.